# 櫻井翔×池上彰 教科書で学べないSP
『櫻井翔×池上彰 教科書で学べないSP』（さくらいしょう いけがみあきら きょうかしょでまなべないスペシャル）は、日本テレビ系列で2015年から不定期で放送されている特別番組で、櫻井翔と池上彰の冠番組である。

## 概要
本番組は、あらゆるテーマを櫻井と池上の2人タッグでわかりやすく解説していくといった内容である。なお、この特別番組は報道局により主体で制作されているものである。

## 出演者
- 櫻井翔（嵐）
- 池上彰

## 放送リスト
| 回 | 放送日                  | 放送時間      | 番組タイトル                                       | ゲスト                                                                                         | 備考 |
| -- | ----------------------- | ------------- | -------------------------------------------------- | ---------------------------------------------------------------------------------------------- | ---- |
| 1  | 2015年8月4日（火曜日）  | 21:00 - 22:54 | 戦後70年特別番組櫻井翔&池上彰 教科書で学べない戦争 | SHELLY 比嘉愛未 渡辺裕太 濱田龍臣                                                              |      |
| 2  | 2016年3月1日（火曜日）  | 21:00 - 23:00 | 東日本大震災から5年 教科書で学べない災害           | 比嘉愛未 織田信成 八乙女光 岩田華怜                                                            |      |
| 3  | 2018年2月6日（火曜日）  | 19:00 - 20:54 | 櫻井翔×池上彰 教科書で学べない「ニッポンの想定外」 | いとうあさこ 岡田結実 二階堂ふみ 羽根田卓也 本田望結 松木安太郎 山里亮太（南海キャンディーズ） |      |
| 4  | 2020年5月4日（月曜日）  | 19:00 - 21:00 | 教科書で学べないニッポンの超難問                   | 関根勤 木村佳乃 マリウス葉（Sexy Zone） 小峠英二 朝日奈央                                      |      |
| 5  | 2021年5月31日（月曜日） | 21:00 - 22:54 | 教科書で学べない今そこにある危機                   | 森泉 広瀬すず 児嶋一哉 吉村崇 本田望結 浮所飛貴（美 少年）                                     |      |

## スタッフ
- 総合演出：高橋雅昭（第3回-）
- ナレーション：林田尚親、あおい洋一郎（共に第5回）
- TM：岡﨑邦章（第5回）
- SW：荻野高康（第1回-）
- CAM：中村哲也（第5回）
- MIX：原秀彰（第1-3,5回）
- VE：三橋崇弘（第5回）
- LD：千葉雄（第5回）
- テロップ：笠原洋平（第5回）、津久井輝（第3回-）
- モニター：ジャパンテレビ（第3回-）
- CG：クリプトメディア（第1回-）
- 美術P：三浦昭彦（第1回-）
- デザイン：浅田一花（第4回-）
- 大道具：山田俊広（第1回-）
- 小道具：森川望実（第5回）
- メイク：奥松かつら（第1,3回-）
- 音楽効果：竹中幸治（第4回-）
- EED：森田智之（第5回）
- MA：森川享祐（第5回）
- 編集：島村優駿、布施智康、本間匡史（共に第5回）
- リサーチ：ビスポ（第4回-）、小笠原みさき（第3回-）、フォーミュレーション（第5回）
- 撮影：報道局映像取材部（第4回-）
- 取材：NNNソウル支局、NNN中国総局（共に第5回）
- コーディネート：スザンヌ ホランダー（第4回-、第3回はコーディネーター）、柴田夏未（第5回）
- 制作デスク：大木翠（第5回）
- 協力：クリスタルメソッド、あづまフーズ、ニッコクトラスト、山田平安堂、東京オフラインセンター、アフロ（共に第5回）
- 編成：廣瀬由紀子（第5回）
- 営業：有田和生（第4回-）
- 宣伝：田嶋亜矢子（第5回）
- TK：桜井えみこ（第1,2回は櫻井えみ子名義）
- FM：金子千恵美（第1回-）
- SNS：小川功輝（第5回）
- AD：池田日向、小野真歩、山岸あゆ美、久保田晃平、町田啓輔、浅賀慧祐、レンティング優花、岩角はな子、福嶋友佳子、田中美南子、西村由宇（池田→第4回-、その他→第5回）
- ディレクター：飯塚淳一、吹野文哉、林健太郎、滝沢早織、山口侑里、吉田悠貴、松坂くるみ、佐藤直美、上原志穂（吹野・山口・上原→第4回-、飯塚・林・滝沢・吉田・松坂・佐藤→第5回）
- AP：澤谷志保、川辺智子（川辺→第4回-、澤谷→第5回）
- 構成：竹田慎（第1回-）
- 演出：川崎文平、坂間晃弘、桂知子、石川直志、植田直也、松永新己、北條淑子（川崎→第1回-、桂→第1回はディレクター、坂間→第3回-、第1,2回はディレクター、石川・松永・北條→第5回、石川→第2回はFM、第3,4回はディレクター、松永→第3回は取材協力、植田→第4回-）
- プロデューサー：井上幸昌、五十嵐恵／山口順平、石崎大輔（井上・山口→第4回-、五十嵐・石崎→第5回、五十嵐→第3回は制作進行、第4回はAP、石崎→第2-4回はディレクター）
- チーフプロデューサー：遠藤正累（第5回、第4回はプロデューサー）
- 統括：小林景一（第5回）
- 制作協力：passion、CWV（passion・CWV→第3回-）、JPエンジン（第4回-）
- 製作著作：日テレ

### 過去のスタッフ
- 統括：山田克也（第1,2回）、小谷野俊介（第3回）、柴崎朋樹（第4回）
- 総合演出：土屋拓（第1,2回）
- 協力：米国立公文書館、防衛研究所、広島テレビ、毎日新聞社、読売新聞社、上毛新聞社、平和祈念展示資料館、知覧特攻平和会館、群馬県遺族の会、東部ニューギニア戦友・遺族会、国立研究開発法人理化学研究所、昭和館、仁科記念財団、Smith National Air and Space Museum、吉田茂雄記念事業財団アド・ミュージアム東京、土木図書館、日本ラジオ博物館、早川タダノリ、井上まゆみ、BMT、赤堀料理学園（赤堀料理→第1,2回） 赤堀博美（第1回）、文部科学省、宮城県管工業協同組合、仙台市水道局、京都市役所文化保護局、京都平安文化財、羽根田商会 大河内忠勝、大京、ユニペックス、東海アルミナ磁器工業、アジア航測、ミヤギテレビ、読売テレビ、山形放送（第2回）、在韓国アメリカ軍、ドイツスパイ博物館、LAC、ACADEMY K-MECCA、GNTV AI Nisr publshing LLC、DJ Entertainment（第3回）
- 映像・音声提供：NHK（第1回）
- 監修：明治大学教授 山田朗、防衛大学校名誉教授 田中宏己、学習院大学名誉教授 江沢洋、石黒之敏、石井正紀、NPO法人零戦の会会長 神立尚紀、「特攻殉国の碑」保存会 西村愼吾、軍歌研究家 辻田真佐憲（第1回）、東京大学教授 田島芳満、京都大学教授 丸山敬、中央大学教授 有川太郎、東北大学災害科学国際研究所所長 今村文彦、助手 安倍祥、静岡文化芸術大学准教授 磯田道史、産業技術総合研究所 大西正輝、高田亮、山梨大学准教授 秦康範（第2回）、佐野真人（皇學館大学助教）（第3回）
- TM：小和瀬達也（第1,2回）、宍倉岳二（第3,4回）
- TD：小峰祐司（第4回）
- CAM：茅野竜徳（第1回）、吉田健治（第1回はCCAM、第2-4回）
- VE：矢田部昭（第1回）、久野崇文（第2回）、佐久間治雄（第3回）、藤原将展（第4回）
- MIX：瀧健太郎（第4回）
- LD：粂野高央（第1回）、名取孝昌（第2回）、井口弘一郎（第3回）、小笠原雅登（第4回）
- CG：POLYGON PICTURES（第2回）
- デザイン：平岡真穂（第1-4回）
- 小道具：吉田浩（第1,2回）
- 電飾：鈴木雄蒔（第1,3回）、山崎晃裕（第2回）、原口まどか（第4回）
- テロップ：斉藤義行（第1,2回）、飯田敏行（第2回）
- バーチャル：桾澤勇（第4回）
- モニター：紺野智宏（第2回）
- FM：野満一朗太（第1回）
- 撮影：間瀬田正隆、内山一穂、小林正樹、藤田一成（第1回）、松田康弘（第1-3回）、柴田長生、斉藤充功（第1,2回）、土田敏也、大迫崇大（第2回）、岩間俊、斉藤重実、田村圭一（第2,3回、斉藤→第2回は齋藤重実名義）、小川達大、塩入洋希、星川英紀、吉川和浩（第3回）、NNNモスクワ支局（第4回）
- 水中撮影：佐伯均、猪瀬一智、榊裕紀夫（第1回）
- VE：藤田誠、野上祐介、高橋巧一郎、矢野武彦、高野祐司、若林学（第1回）、小山亜美（第1,3回）、吉澤正隆、勝田直起、鶴原彰久、小黒陽平、丸山翔平（第2回）、荒木雅人、根本勇人、岡部傑一（第2,3回）、渡辺敦、岩井友紀、高柳飛鳥、宮崎祐介（第3回）
- 編集：寺家祐樹、杉本佳子、瀬戸山真也（第1回）、小林弘幸（第1-3回）、斉藤真也、杉本祐哉（第1,2回）、寺家賢樹、佐藤俊浩（第2回）、稲葉心（第2,3回）、伊藤充彦、イボラム、寺嶋和弘（第3回）、松崎実季（第4回）
- EED：七五三吉洋（第1回）、針谷大吾（第2回）、加藤雄一（第3回）、若宮慎也（第4回）
- MA：杉山正（第1回）、山田謙一（第2回）、大竹誠司（第3,4回）
- 音楽効果：加藤久喜（第1-3回）、島野高一（第2回）
- コーディネーター：西本義次、キム ソヨン、ティモ ファイト、レオ ヤング（第3回）
- 取材協力：笛吹雅子、中瀬真生、藤田賢治（藤田→第1回は演出）、森浩一、田村和輝（全員→第3回）、キース・メルトン、ボブ・ベイリー（共に第4回）
- 資料提供：日本集中治療医学会（第4回）
- 監修：庭野めぐみ（第4回）
- 編成：荻野陽介（第1回）、切田美伸（第2,3回）、田中俊光（第4回）
- 宣伝：永井晶子（第1,2回）、村上淳一（第3回）、森俊憲（第4回）
- SNS：深津功（第4回）
- リサーチ：関口さちよ（第1回）、今井紳介（第4回）
- 制作進行：望月祐歌、小島都（小島→第1回はデスク、第2回は制作デスク、全員→第3回）
- AD：渡邊翔、山崎由芽、田中遼、久保颯、岡田祐美（第1回）、目黒晃、太田秀、浅野早希、京河凌平、後閑駿一、岡田祥平、高橋知愛（第2回）、牛尾菜都美（第1,2回）、林宙姫、宇井萌夏、小田原明、嘉数大介、齋藤絵心、笹原魅人、白取春佳、廿浦恵介、利根川唯、光畑広大（第3回）、西野寿希、池田有里、山上真弘、津田靖子、豊田真子、片野優美、吉田亜美（第4回）
- AP：勘川舞（第4回）
- ディレクター：陰山昇生、杜雲翼、松嶋洋明、竹内花奈、大谷泰則（第1回）、鎌田泰子（第1-3回）、辻啓之、稲垣耕介、新野陽祐、宮前佳昭、岡崎恵理、中濱弘道、何勝学、柴瑠美子（第2回）、海老澤明子、高柳裕美（第1,2回）、原田敦史（第2回は演出）、澤谷志保、瀧本恭祐、野尻嘉一、松井駿介、本岡英恵、矢代貴昭（澤谷・本岡→第1,2回はAD、塚本→第2回はAD、原田以降→第3回）、扇畑亘、塚本和也（扇畑・塚本→第3,4回）、石田晃一、田中尚、宮井優、田原佐紀、岡見優、宮崎宣行、加藤治子、永野恵美、高田健太郎（第4回）
- スタジオ演出：松尾智法（第1,2回）、高橋彩（第2回）、内田幸伸（第2,3回）、古知貴恵（第3回）
- 演出：片田やよい（第1回）、大橋邦世（第1,2回）、廣木克（第3回）、飯塚淳一、金子智博、松本圭子（飯塚・金子・松本→第4回、金子→第2,3回はスタジオ演出）
- プロデューサー：齊山嘉伸（第1,2回）、向後淳（第1-3回）、後藤全孝（第1,2,4回）、渡瀬慶吾（第2回）、髙野子賢一、中村光宏、矢野尚子、飯島幸子、村田聡子（第3回）、細谷淳（第3,4回）、安彦真利江、白川大介、杉本純子（第4回）
- チーフプロデューサー：佐藤圭一（第1,2回）、三浦俊明（第3,4回）
- 制作協力：AXON（AX→第1,3,4回、第2回は協力）、メディアスペース、ON SHORE INC（第4回）